# Meloe baudueri
Meloe baudueri là một loài bọ cánh cứng trong họ Meloidae. Loài này được Grenier miêu tả khoa học năm 1863.